# Castell de Dumbarton
El castell de Dumbarton és la fortalesa més antiga d'Escòcia i la Gran Bretanya. Es troba en un banyó volcànic de basalt conegut com a Dumbarton Rock, a la ciutat escocesa de Dumbarton.

## Història
El castell de Dumbarton ha estat un punt estratègic ja des de l'edat del ferro. Els seus habitants comerciaren amb els romans i l'existència de la fortalesa queda registrada en una carta que sant Patrici va escriure al rei Ceretic d'Alt Clut en el segle v.

### Època medieval
Des del segle v al segle ix, el castell fou el centre de l'independent Regne de Strathclyde. El rei dels britons establert al castell de Dumbarton cap al 570 fou Riderch I d'Alt Clut, que apareix en diverses obres de literatura de Gal·les i es diu que durant el seu regnat el mag Merlí es va allotjar al castell.
El 756, un exèrcit combinat de pictes i soldats de Northumberland va assetjar i capturar el castell per un parell de dies, abans de ser recuperat per la gent de Dumbarton. Més tard, el 870, fou de nou assetjat i capturat, aquest cop pels vikings, que obtingueren un nombrós contingent d'esclaus.
La independència d'aquest regne va començar a davallar amb la mort del rei Owen el Calb i l'entrada en escena de la dinastia de Kenneth I d'Escòcia.

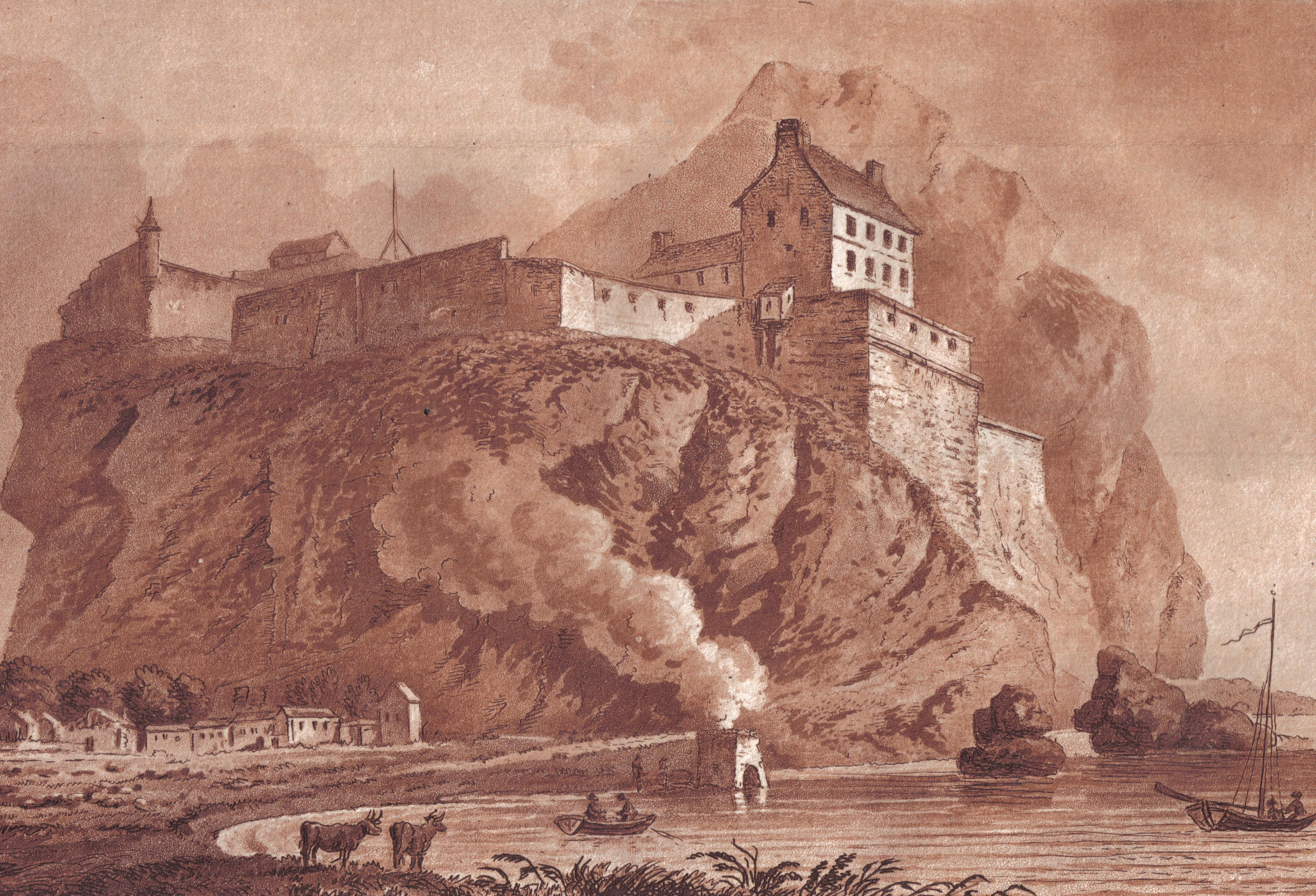
Dumbarton el 1800

Ja sota control d'Escòcia, Dumbarton va formar part de la cadena de castells de la família reial. Després de la derrota escocesa durant la batalla de Halidon Hill el 1333, fou refugi del rei David II d'Escòcia i la seva muller Joana de la Torre.
El 1425, el castell fou atacat per James Mor Stewart, el fill més jove de Murdoch Stewart, duc d'Albany, que havia estat empresonat pel rei Jaume I d'Escòcia acusat de traïció. James, conegut com James el Gras, va liderar una rebel·lió contra el rei i va atacar Dumbarton; cremà el poble, però fou incapaç de capturar el castell, defensat per John Colquhoun.

### Seglesxviixvii
Durant la Guerra angloescocesa de 1544-1551, el castell fou ocupat per Robert Stewart, bisbe de Caithness, que comptava amb el suport del rei anglès Enric VIII. Els escocesos recuperaven el castell vint anys més tard.
El 1548, després de la batalla de Pinkie, la infanta Maria I d'Escòcia es va refugiar al castell durant uns mesos, abans de fugir a França, on es casaria amb el jove futur rei Francesc II de França.
Després de la mort d'Oliver Cromwell el 1658, el castell perdria part de la seva importància, però tot i això seguiria en mans de l'exèrcit fins a la Segona Guerra mundial.